# Elegistis priscilla
Elegistis priscilla är en fjärilsart som beskrevs av Edward Meyrick 1922. Elegistis priscilla ingår i släktet Elegistis och familjen säckspinnare. Inga underarter finns listade i Catalogue of Life.